# Ključevskij rajon
Il Ključevskij rajon (in russo Ключевский район?) è un rajon del kraj dell'Altaj, nella Russia asiatica.